# Observatorio Argentina
El Observatorio Argentina fue creado en 2003 en la New School University, Nueva York, Estados Unidos, y es el único programa de investigación y eventos públicos sobre Argentina en ese país.
El observatorio es un centro de ideas innovadoras, análisis y debate para el estudio de la Argentina dentro del contexto hemisférico, generando un espacio para la discusión pública y la investigación tanto en la Argentina como en los Estados Unidos. 

## Objetivos
La institución tiene como objetivo observar a fin de establecer un espacio institucional desde donde la Argentina y su gente pueda ser "estudiada", analizada contextualmente y comparada con otros países en lo económico, político y social. Su objetivo es fortalecer el entendimiento de la realidad argentina en el mundo. 
Se trabaja en vincular la Argentina con ideas y procesos novedosos. Incluye el establecimiento de lazos con nuevas redes, promoviendo nuevos espacios para la acción.

## Consejo consultivo
- Cristina Fernández de Kirchner, presidenta honoraria
- Arjun Appadurai
- Estela Carlotto
- Berardo Dujovne
- José Pablo Feinmann
- Margarita Gutman
- Bianca Jagger
- Felisa Miceli
- José Nun
- Joseph Stiglitz

## Publicaciones
- Margarita Gutman (editora): Construir Bicentenarios: Argentina, Observatorio Argentina de la New School y Caras y Caretas, Buenos Aires, 2005.